# Hugo Gyldén
Johan August Hugo Gyldén (Helsinki, 29 maggio 1841 – Stoccolma, 9 novembre 1896) è stato un astronomo finlandese naturalizzato svedese, conosciuto soprattutto per il lavoro in meccanica celeste.

## Biografia
Gyldén era il figlio di Nils Abraham Gyldén, professore di filologia classica presso l'Università di Helsinki. Trascorse i suoi anni presso l'Università di suo padre, diplomandosi come filosofie magister presso la Facoltà di Fisica e Matematica nel 1860. Nel 1871 fu chiamato dalla Royal Swedish Academy of Sciences, per essere il l'astronomo e responsabile dell'Osservatorio di Stoccolma. Dal 1872 fu membro dell'Accademia. Nel 1885 diventò membro straniero della Royal Netherlands Academy of Arts and Sciences.
Il cratere lunare Gyldén e l'asteroide 806 Gyldenia sono stati nominati in suo onore.